# 순더 요리
순더 요리(Shunde料理, 중국어 간체자: 顺德菜, 정체자: 順德菜, 병음: Shùndé cài 순더차이[*], 광둥어: 順德菜, 월병: seon6 dak1 coi3 선닥초이[*]) 또는 봉성 요리(鳳城料理, 중국어 간체자: 凤城菜, 정체자: 鳳城菜, 병음: Fèngchéng cài 펑청차이[*], 광둥어: 鳳城菜, 월병: fung6 sing4 coi3 풍싱초이[*])는 중화인민공화국 광둥성 포산 시 순더 구의 지방 요리이다. 광둥 요리의 중요한 부분을 이루고 있다.

## 특성
광둥 요리라는 것은 홍콩 성내 각지의 특산 요리의 집대성이며, 여기에는 크게 나누어 광저우 요리, 조주 요리, 동강 요리 (하카 요리), 순더 요리의 사대 요리가 있다고 한다. 광저우의 남쪽에 있는 순더는 명나라대 1452년의 순더 현이라는 이름으로 있었지만, 광저우와 지리적으로 공통점이 많은 요리도 서로 영향을 주면서 발전했기 때문에, 광저우 요리를 명확히 나누는 것은 어렵지만 소재와 양념, 조리 방법 등에 순더 요리만의 특징은 보인다.